# Knittelkar Spitze
Knittelkar Spitze är en bergstopp i Österrike.   Den ligger i distriktet Reutte och förbundslandet Tyrolen, i den västra delen av landet, 400 km väster om huvudstaden Wien. Toppen på Knittelkar Spitze är 2 342 meter över havet, eller 972 meter över den omgivande terrängen. Bredden vid basen är 8,5 km.
Terrängen runt Knittelkar Spitze är huvudsakligen bergig, men åt sydost är den kuperad. Närmaste större samhälle är Reutte, 12,9 km norr om Knittelkar Spitze. 
I omgivningarna runt Knittelkar Spitze växer i huvudsak barrskog. Runt Knittelkar Spitze är det ganska glesbefolkat, med 34 invånare per kvadratkilometer.